# Gerônimo
Gerônimo (Goyaałé, traduzindo da língua apache, "O Que Boceja"; frequentemente soletrado Goyathlay em inglês) (16 de junho de 1829 – Fort Sill, 17 de fevereiro de 1909) foi um líder indígena da América do Norte, comandando os apaches chiricahua que, durante muitos anos, guerrearam contra a imposição pelos brancos de reservas tribais aos povos indígenas dos Estados Unidos.
Gerônimo era guerreiro de Cochise, lutou sob Cochise na década de 1860. Tornou-se o mais famoso dos chamados "índios renegados". Resistiu heroicamente, a rendição (em 4 de setembro de 1886 em Skeleton Canyon) ocorreu por exaustão e para salvar seu grupo, após longa perseguição pelas tropas de Lawton/Gatewood/Miles. Foi preso e passou 22 anos e 5 meses como prisioneiro de guerra, até a data de sua morte.

## Biografia

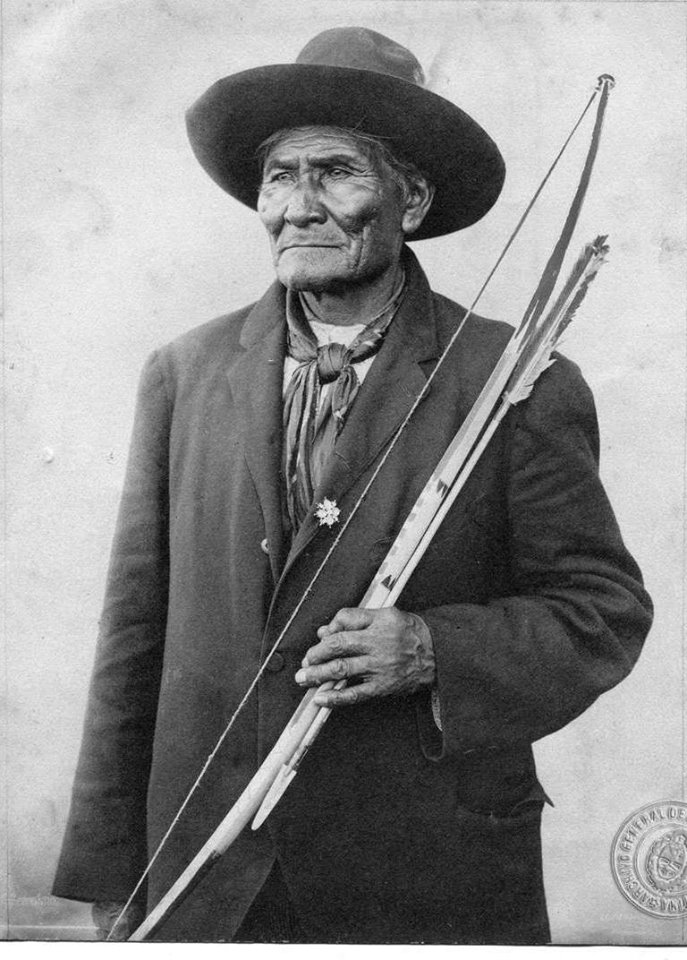
Gerônimo com seu arco e flecha.

Goyaałé (Geronimo) nasceu em Bedonkohe, próximo a Turkey Creek, atual Novo México (EUA), mas na época parte do México. A maioria dos historiadores coloca o nascimento perto do riacho Turkey Creek, cabeceiras do rio Gila, em território então mexicano. Alguns autores situam o ponto exato hoje no sudeste do Arizona; outros, no sudoeste do Novo México.
O pai de Gerônimo era chamado de Tablishim, Juana era o nome da mãe. Ele foi educado de acordo com a tradição Apache. Casou com uma mulher Chiricauhua e teve três filhos. Em 5 de Março de 1851, uma companhia de 400 soldados de Sonora, liderados pelo Coronel José María Carrasco atacou o acampamento de Gerônimo. No ataque foram mortos a esposa de Gerônimo, Alope, seus filhos e mãe. O chefe da tribo, Mangas Coloradas, juntou-se à tribo de Cochise, que estava em guerra contra os mexicanos. Foi nessa época que se acredita ter Gerônimo ganhado seu apelido, que seria uma referência dos mexicanos a São Jerônimo, depois de ele matar vários soldados à faca em uma batalha.
Antes dos mexicanos, os apaches da região de Sonora lutaram contra os espanhóis em defesa de suas terras. Em 1835, o México estabeleceu recompensas pelos escalpos dos Apaches. Mangas Coloradas começou a liderar os ataques aos mexicanos, dois anos depois. Na sua luta com ele, Gerônimo agia como um líder militar, sem ser chefe da tribo. Ele se casou novamente, com Chee-hash-kish e teve mais dois filhos, Chappo e Dohn-say. Teve uma segunda esposa, Nana-tha-thtith, e ganhou outro filho. Depois teria mais esposas: Zi-yeh,She-gha, Shtsha-she e Ih-tedda. Algumas foram capturadas, como Ih-tedda. Estava com Gerônimo quando ele se rendeu.

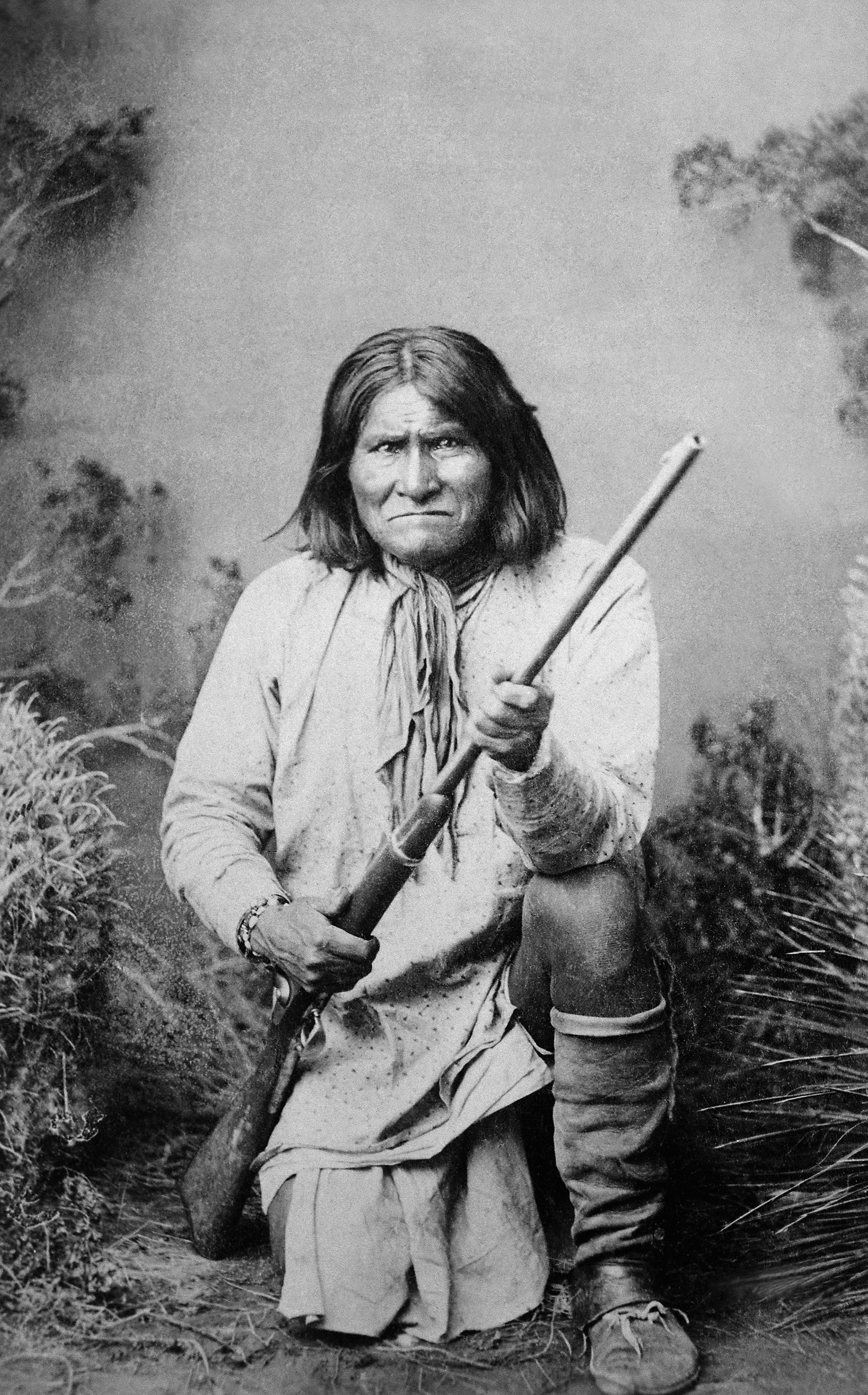
Gerônimo em 1887.

Durante 1858 a 1886, Gerônimo atacou tropas mexicanas e estadunidenses, e escapou de diversas capturas. No final da sua carreira guerreira, seu bando contava com apenas 38 homens, mulheres e crianças. Seu bando tinha sido uma das maiores forças de índios renegados, ou seja, aqueles que recusaram os acordos com o governo dos Estados Unidos. Gerônimo se rendeu em 4 de setembro de 1886 às tropas do General Nelson A. Miles, em Skeleton Canyon, Arizona, colocando um fim no episódio chamado de Guerras Apache.
Geronimo e outros guerreiros foram prisioneiros em Fort Pickens, Flórida, e suas famílias enviadas para o Fort Marion. Reuniram-se em 1887, quando foram transferidos para Mount Vernon Barracks, Alabama. Em 1894, mudaram para Fort Sill, Oklahoma. No fim da vida, Gerônimo havia se tornado uma celebridade, aparecendo em eventos populares tais como a Feira Mundial de 1904 em St. Louis, vendendo souvenirs e fotografias dele mesmo. Em 1905 Gerônimo contou sua história a S. M. Barrett, Superintendente de Educação de Lawton, Oklahoma. Barrett apelou ao Presidente Theodore Roosevelt para publicar o livro.
Geronimo nunca retornou à terra onde nasceu; morreu de pneumonia em Fort Sill, em 1909, e foi enterrado como prisioneiro de guerra.

## Na cultura popular

### Jogos
- Gerônimo aparece como um servo no jogo japonês "Fate Grand Order" como um servo da classe caster.

### Quadrinhos
- "Gerônimo e seus Apaches Assassinos" e também no capítulo 6B de "A Saga do Tio Patinhas", "The Vigilante of Pizen Bluff", de Keno Don Rosa.

### Cinema e televisão
- Geronimo's Last Raid (1912)
- Hawk of the Wilderness (1938)
- Geronimo (1939)
- Stagecoach (1939)
- Valley of the Sun (1942)
- Fort Apache (1948)
- Broken Arrow (1950)
- I Killed Geronimo (1950)
- Outpost (1951)
- Son of Geronimo (1952)
- The Battle at Apache Pass (1952)
- Indian Uprising (1952)
- Apache (1954)
- Taza, Son of Cochise (1954)
- Walk the Proud Land (1956)
- Geronimo (1962)
- Geronimo und die Räuber (West German, 1966)
- I Due superpiedi quasi piatti (1976)
- Mr. Horn (1979)
- Geronimo: A Thought-Provoking Look Into the Gang Lifestyle (Starring Paul Jeans) (1990)
- Gunsmoke: The Last Apache (1990)
- Geronimo (com Joseph Runningfox) (1993)
- Geronimo: An American Legend (1993)
- Hot Shots! Part Deux (1993)
- Geronimo (1993)
- War of the Buttons (1994)